# Нечипоренко Олексій Данилович
Олексі́й Дани́лович Нечипоре́нко (нар. 1882, Конотоп — пом. 1912, Конотоп) — український бандурист, виконавець творів на слова Т. Г. Шевченка.

## Загальні відомості
Грав на бандурі українські народні пісні, твори на слова Т. Г. Шевченка.
За професією був кравцем. Брав участь у революційно-демократичному русі Конотопа, зазнав гонінь царської поліції.
Відомо, що у скрині з подвійним дном переховував «Кобзар» Т. Г. Шевченка та інші заборонені книжки.

## Бандуристи Нечипоренки
- Нечипоренко Антін Данилович (1894—1942) — майстер з виготовлення бандур
- Нечипоренко Семен Данилович (1901—?) — бандурист, майстер з виготовлення бандур
- Нечипоренко Пилип Данилович (1904—1980) — бандурист, деякий час голова Конотопської міської капели бандуристів
- Нечипоренко Т. Д. — бандурист і відомий майстер бандур з Конотопа.